# Alain Fischer
Pour les articles homonymes, voir Fischer.
Alain Fischer, né le 11 septembre 1949 à Paris, est un médecin, professeur d'immunologie pédiatrique et chercheur français en médecine et thérapie génique.
Le 3 décembre 2020, le Premier ministre Jean Castex le nomme pour coordonner la stratégie vaccinale de l’État contre la pandémie de Covid-19 en France.

## Biographie
Alain Fischer obtient son diplôme de médecine en 1979, et travaille avec Claude Griscelli à l'hôpital Necker-Enfants malades. Il devient professeur d'immunologie (PU-PH) à l'université Paris-Descartes et puis directeur de l'unité INSERM, « Développement normal et pathologique du système immunitaire », en 1991. Il est chef de l'unité « immunologie et hématologie pédiatriques » (UIH) de l'hôpital Necker de 1996 à 2012.
Il est élu en novembre 2002 membre titulaire de l'Académie des sciences dont il devient Président le 19 décembre 2022, prenant ses fonctions le 1er janvier 2023. Il a été membre du Comité consultatif national d'éthique de 2005 à 2009. En 2007, il est un des membres fondateurs de l'institut des maladies génétiques Imagine. En 2008, il reçoit le grand prix Inserm pour l'ensemble de ses travaux,. Le 5 mai 2011, Alain Fischer a été élu membre titulaire de l'Académie nationale de médecine.
En juillet 2011, il intègre l'équipe de campagne de Martine Aubry pour l'élection présidentielle de 2012 chargé avec Jean Mallot et Brigitte Dormont de la thématique « santé et sécurité sociale ».
Alain Fischer est titulaire de la chaire de médecine expérimentale au Collège de France depuis le 15 mai 2014, date de sa leçon inaugurale,. Il est membre du conseil scientifique de l'Association de patients déficits immunitaires primitifs (IRIS).

### Essais cliniques de thérapie génique
Les travaux d'Alain Fischer portent depuis des années sur les déficits immunitaires acquis dès la naissance (comme des bébés-bulle) et les approches curatives par thérapies géniques. Avec Marina Cavazzana-Calvo et Salima Hacein-Bey, il obtient en 1999, les premiers succès cliniques au monde de thérapies géniques pour une dizaine d'enfants-bulles, dont deux malheureusement développeront après quelques mois des leucémies, l'un étant mort. L'essai est arrêté en urgence en 2002 ; des recherches montreront que ces leucémies sont dues à l'insertion aléatoire dans un proto-oncogène du gène médicament,. L'essai redémarré en 2004, selon un protocole modifié utilisant de meilleurs vecteurs rétroviraux, cesse début 2005 à la suite de nouvelles complications . Cependant, sur les seize enfants traités à ce jour, quinze sont guéris de façon satisfaisante de leur déficit immunitaire aigu[réf. nécessaire].

### «Monsieur vaccin»
En 2016, alors que Marisol Touraine est ministre de la Santé, il préside le « comité d'orientation de la concertation citoyenne sur la vaccination » qui est chargé de faire des propositions pour répondre à la défiance d'une partie de la population à l'égard des vaccins et qui doit « rendre un avis consultatif sur l’extension de l’obligation vaccinale chez les enfants ». A l'issue des différentes étapes de concertation, d'auditions de jurys citoyens et d'auditions d'experts, "le comité recommande le scénario d’un élargissement temporaire de l’obligation vaccinale avec clause d’exemption, jusqu’à ce que les conditions soient réunies pour une levée de l’obligation".
Ce travail conduit Agnès Buzyn, devenue ministre de la Santé en 2017, à étendre, à partir du 1er janvier 2018, de trois à onze le nombre de vaccins obligatoires pour les enfants de moins de deux ans.
Le 3 décembre 2020, Alain Fischer est nommé à la présidence d'un « Conseil d'orientation de la stratégie vaccinale » nouvellement créé et placé auprès du ministère des Solidarités et de la Santé.
Le 25 février 2021, dans une vidéo publiée sur Twitter, il conteste fortement , les propos d'un médecin généraliste, le docteur Julian Brice Szepetowski, généraliste à Saint-Paul-de-Vence dans les Alpes Maritimes, relayés par France Bleu Azur,. Ce médecin avait fait le choix de ne pas proposer le vaccin AstraZeneca à ses patients, convaincu que le produit n'était « pas efficace sur les variants anglais et sud-africain ». Alain Fischer lui a donc suggéré de réfléchir à son attitude, bien que des travaux menés en 2020 avaient montré ces carences dans le cas du variant sud-africain. Par la suite, l'Afrique du Sud annonce avoir commandé « 20 millions de vaccins Pfizer/BioNTech pour pallier l’inefficacité du sérum AstraZeneca sur la souche locale du Covid-19 ».
Dans une interview accordée le 29 juillet 2021 au journal Les Échos, Alain Fischer affirme : « Il y a vingt fois moins de risques d'être hospitalisé avec le Covid quand on est vacciné ». Cette estimation de risques ne sera jamais reprise, ni a priori, ni a posteriori, par les manufacturiers des vaccins où les ministères et organismes chargés d'évaluer leur efficacité.

### Prises de position
Pendant la campagne des élections législatives françaises de 2024, Alain Fischer publie dans L'Express une chronique appelant à ne pas faire le choix de l'extrême droite au nom de la recherche, de l'environnement, ou encore de la santé.

## Instances scientifiques et d'administration de la recherche
- Membre de la commission scientifique spécialisée (CSS) de l’Inserm « Système immunitaire : physiologie, physiopathologie, pharmacologie, recherche clinique » (1983-1986), président de la CSS « Immunité et inflammation : mécanismes cellulaires et moléculaires normaux et pathologiques, physiopathologie des maladies du système immunitaire et de l'inflammation, recherche clinique et thérapeutique, innovation technologique » (1995-1998).
- Membre du comité scientifique de l'Association française contre les myopathies (AFM) pour les programmes de thérapie génique (1998-2002).
- Conseiller pour la recherche médicale au ministère chargé de la Recherche (1999-2001).
- Président du comité scientifique (2000-2002), membre du comité de la recherche et du conseil de surveillance (2011-) de la Fondation pour la recherche médicale.
- Membre du Comité consultatif national d'éthique (2005-2009).
- Vice-président du conseil d’administration de l’Institut Pasteur (2005-2011)[25].
- Membre du conseil de gouvernance des Fondations Edmond de Rothschild[26].

## Publications

### Ouvrages
- Protéger les vivants, des enfants malades à la crise du Covid, Paris, Odile Jacob, coll. « sciences », 2024, 336 p. (ISBN 978-2415005160).
- Médecine expérimentale, Paris, Fayard, coll. « Leçon inaugurale du Collège de France », 2014, 72 p. (ISBN 978-2213685663).

## Distinction

### Décorations
- Grand officier de la Légion d'honneur en 2022[27], Commandeur du 27 mai 2018.
- Chevalier de l'ordre national du Mérite en 1998.

### Prix scientifiques
- 1984 : prix Halpern[28]
- 1992 : Prix Behring-Metchnikoff[29]
- 1998 : Prix de Médecine de la Fondation Jung
- 2000 : Prix de la Fondation NRJ-Institut de France[30]
- 2000 : Prix de la Pédiatrie Pierre Royer
- 2001 : colauréat du prix Louis-Jeantet de médecine[31]
- 2001 : Prix Novartis d'immunulogie clinique[32]
- 2003 : Prix A. Philipson de pédiatrie
- 2005 : Prix René Descartes de la Communauté Européenne[33]
- 2008 : grand prix de l'Inserm[34]
- 2013 : Prix Sanofi/Pasteur[35]
- 2015 : prix japonais[36]